# Rotmöserkopf
Der Rotmöserkopf ist ein 1522 m ü. A. hoher Berg in den Bayerischen Voralpen in Tirol bei Achenkirch.
Er bildet mit seinem direkten Nachbarn, der Natterwand und weiteren kleineren Erhebungen wie Mahmooskopf, Hofjoch und Klammjoch eine Gruppe weitgehend bewaldeter Berge zwischen dem Blaubergkamm im Norden und dem dominanten Guffert im Süden.
Im Sattel zwischen Natterwand und Rotmöserkopf befindet sich der Hochleger der Festlalm. Von dieser kann der Gipfel auch weglos erreicht werden.